# Tomistoma schlegelii
Il falso gaviale o tomistoma (Tomistoma schlegelii (Müller, 1838)) è un rettile appartenente alla famiglia Gavialidae, diffuso nel Sud-est asiatico. Rappresenta l'unica specie vivente del genere Tomistoma Müller, 1846.

## Etimologia
Il nome del genere si forma a partire dai termini greci τομός (tomós = tagliente, acuto) e στóμα (stóma = bocca), ad indicare la forma appuntita delle fauci.
L'epiteto specifico è stato dato in onore dell'erpetologo tedesco Hermann Schlegel (1804-1884).

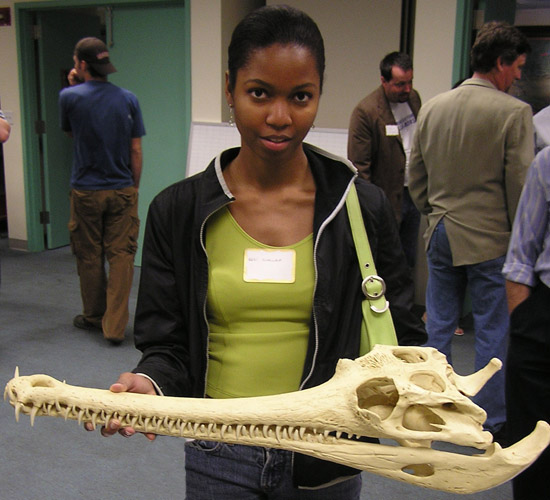
Cranio di T. schlegelii

## Descrizione
È caratterizzato dalla forma del cranio, che presenta una parte anteriore stretta e lunga, munita di 76-84 denti aguzzi, tanto da ricordare i gaviali (da qui il nome comune), sebbene l'affinità sia dovuta esclusivamente ad una convergenza evolutiva. Presenta un corpo affusolato, con coda muscolosa, occhi e narici nella zona superiore della testa, oltre che una valvola sita nel palato. atta ad impedire l'ingresso di acqua durante le fasi di immersione. La lunghezza è di 4–5 m, ma sono stati osservati anche esemplari di dimensioni maggiori. Il peso degli adulti varia da 93 a 201 kg. Come gli individui più giovani, anche gli adulti mostrano una colorazione bruno-grigiastra, con striature nerastre sul corpo e sulla coda; sono inoltre osservabili macchie più scure in corrispondenza delle fauci. La zona ventrale varia dal bianco al color crema. Il dimorfismo sessuale è di fatto limitato alle dimensioni, che sono maggiori nei maschi.
Nonostante la mascella sia fragile e inadatta a catturare grosse prede, anche perché non può afferrare, il falso gaviale possiede uno dei morsi più potenti in natura, proprio come tutti i coccodrilli. La forza esercitata è dell'ordine di 15.000 N ma può anche essere molto superiore nei grandi esemplari, mentre la pressione mascellare registrata è di 400 kg/cm2.Per stabilire un paragone, la forza del suo morso è sei volte maggiore di quella di uno squalo bianco. Le mascelle si chiudono con enorme velocità (oltre 400 km/h), senza lasciare scampo ai pesci che vi passano attraverso.

## Biologia

### Comportamento
Tomistoma schlegelii trascorre la maggior parte del tempo immerso in pozze poco profonde, lasciando in superficie soltanto gli occhi e le narici, in attesa di una possibile preda. Occasionalmente possono occupare tane nel terreno.

### Alimentazione
La dieta è onnivora, sebbene tendenzialmente carnivora: è stato visto predare il macaco cinomolgo ed altre specie di macaco, oltre a cinghiali, traguli, cani, lontre, pesci, tartarughe, uccelli, serpenti, varani, insetti, crostacei ed altri invertebrati terrestri e acquatici, e persino piante.

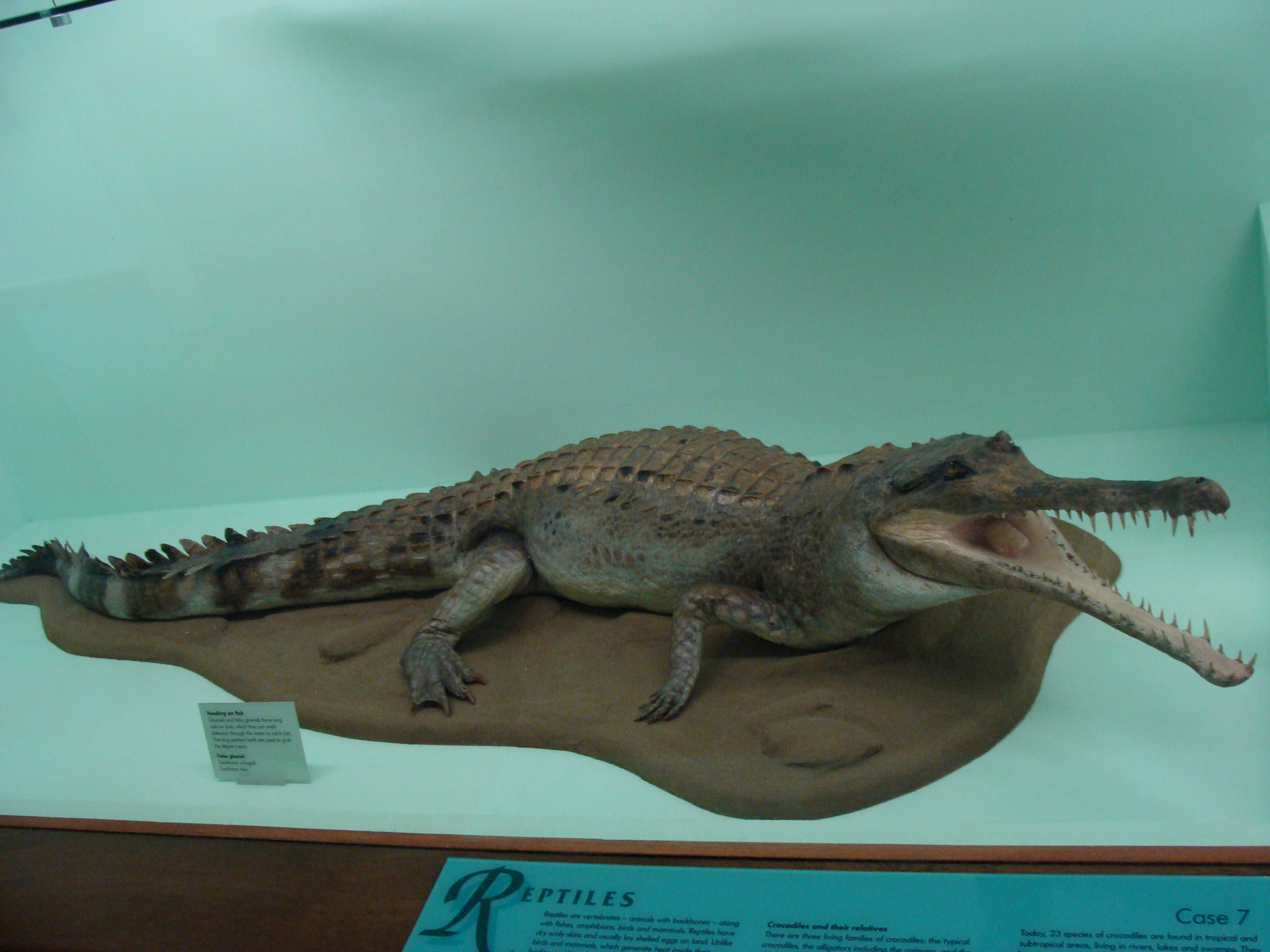
Esemplare conservato al Natural History Museum di Londra

### Riproduzione
Si conosce poco il comportamento riproduttivo della specie, sebbene sia stato possibile osservarla in cattività negli zoo. La maturità sessuale si raggiunge a circa vent'anni di età in ambo i sessi, e l'aspettativa di vita è di sessanta-ottant'anni. Il corteggiamento e l'accoppiamento avvengono due volte l'anno, durante la stagione delle piogge: tra novembre e febbraio e tra aprile e giugno. Il maschio avvicina una femmina nuotandole intorno ed in alcuni casi i due iniziano a darsi vicendevolmente lievi colpi con la coda. A questo punto inizia l'accoppiamento vero e proprio, col maschio che sale sul dorso della compagna e la contorna con la coda. La copula avviene una volta al giorno per diversi giorni, talvolta per una settimana, ed è accompagnata dall'emissione di un odore intenso. La specie è monogama e ovipara. I nidi sono costruito a forma di tumulo, con un diametro di 90–110 cm ed un'altezza di 45–60 cm, sfruttando anche le radici degli alberi, oltre a terra, sassi e materiale di varia origine. Dopo una gestazione che varia da 90 a 115 giorni, vengono deposte da venti a sessanta uova di grandi dimensioni (fino a 9,5 cm di lunghezza e 6,2 cm di diametro, per un peso di 155 g). In seguito la femmina ricopre le uova con foglie ed altro materiale vegetale. La schiusa avviene dopo 90-100 giorni. Il maschio non attua cure parentali dopo l'accoppiamento. La femmina al contrario è stata vista appoggiarsi sui nidi e persino difenderli calpestando il terreno intorno; tuttavia, qualora disturbata, tende a scappare. Al contrario, non è mai stata osservata una femmina accompagnare i piccoli verso l'acqua, come accade in altre specie di Crocodylia.

## Distribuzione e habitat
L'areale della specie comprende l'Indonesia (Sumatra, Borneo, Kalimantan, Giava e Sulawesi), la Malaysia (Penisola malese e Sarawak) ed il Vietnam. Si considera estinta in Thailandia.
Il locus typicus è rappresentato dal fiume Karau, dal Lago Lamoeda e dal fiume Doeson, nel Borneo meridionale.
L'habitat è costituito da paludi, fiumi, canali e laghi.

## Tassonomia

### Sinonimi
Sono stati riportati i seguenti sinonimi:
- Crocodilus (Gavialis) schlegelii Müller, 1838
- Tomistoma schlegelii King & Burke, 1989
- Tomistoma schlegelii Cox et al., 1998
- Tomistoma schlegelii Chan-Ard et al., 1999

### Sottospecie
Non sono state individuate sottospecie.

## Conservazione
Da studi effettuati negli anni novanta è emerso che T. schlegelii occupa un areale esteso, ma con scarsa densità. Il drenaggio dei canali e la caccia, per il commercio di pelle e uova, rappresentano le minacce più consistenti. Per queste ragioni la Lista rossa IUCN ha attribuito a questa specie lo status "EN" (in Pericolo).
Questo taxon è anche stato inserito nell'Appendice I della CITES.

## Galleria d'immagini

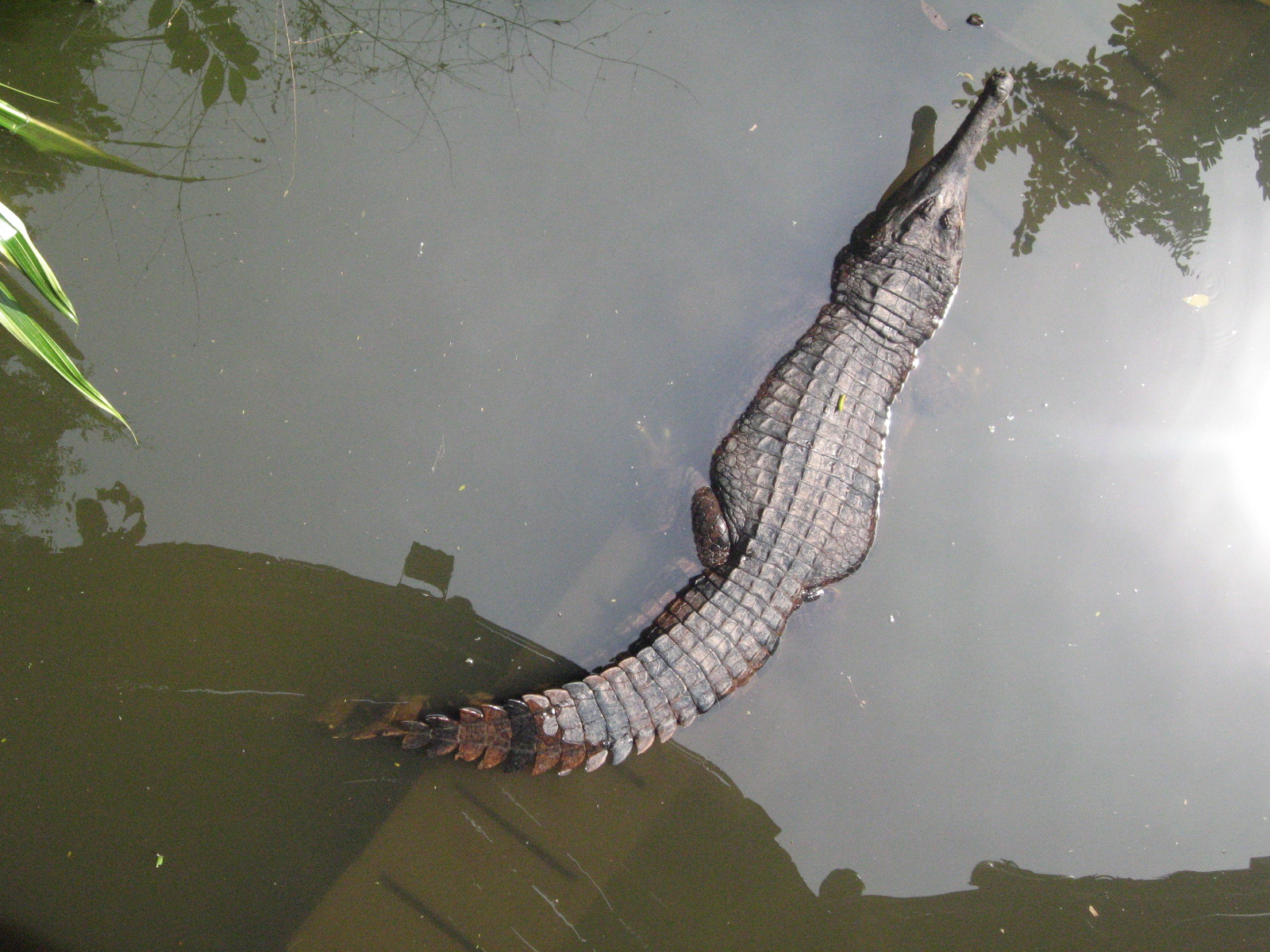
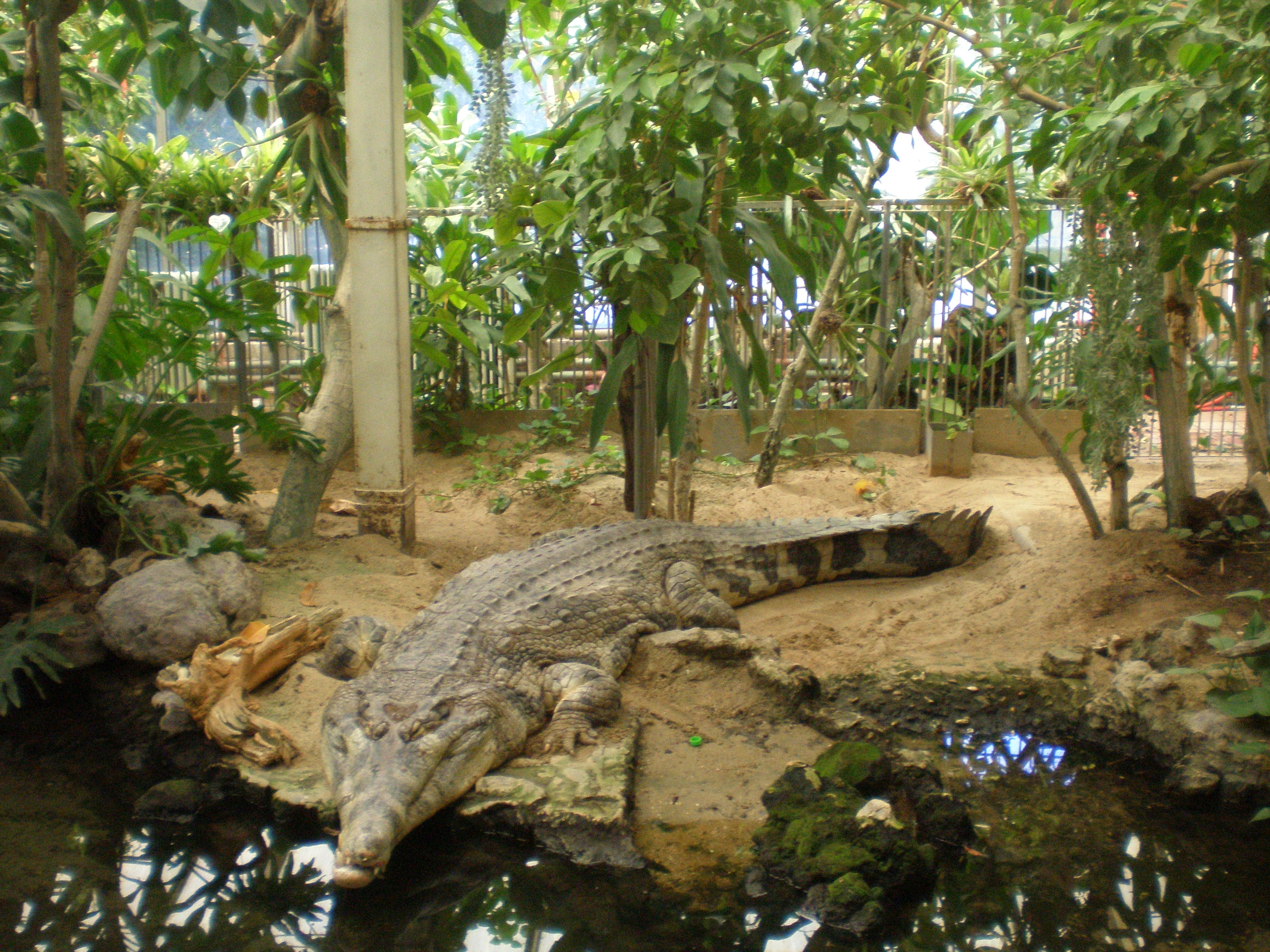
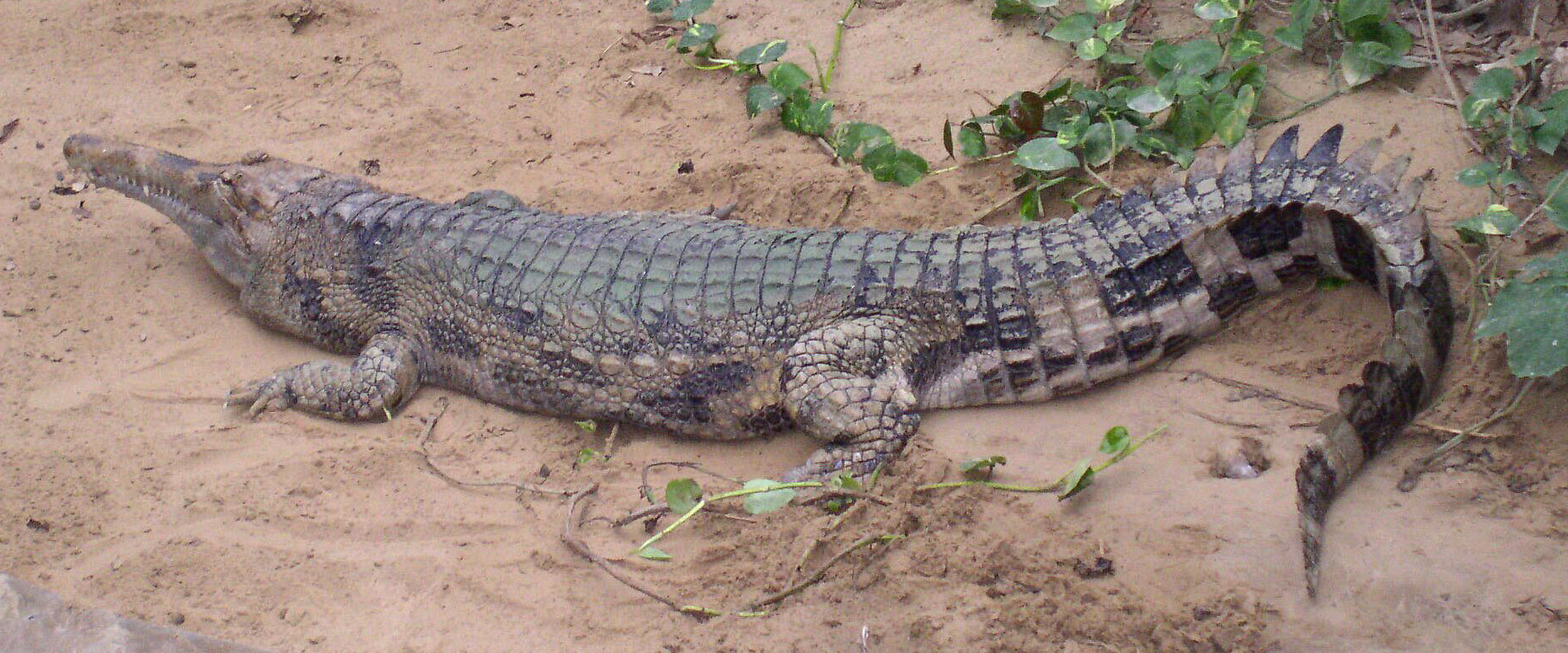
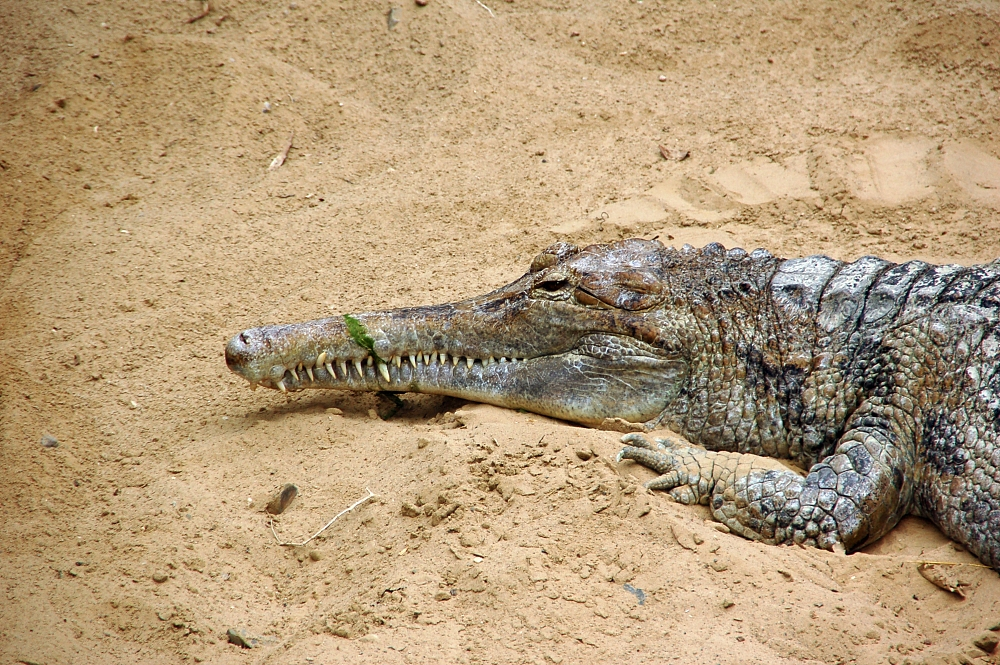
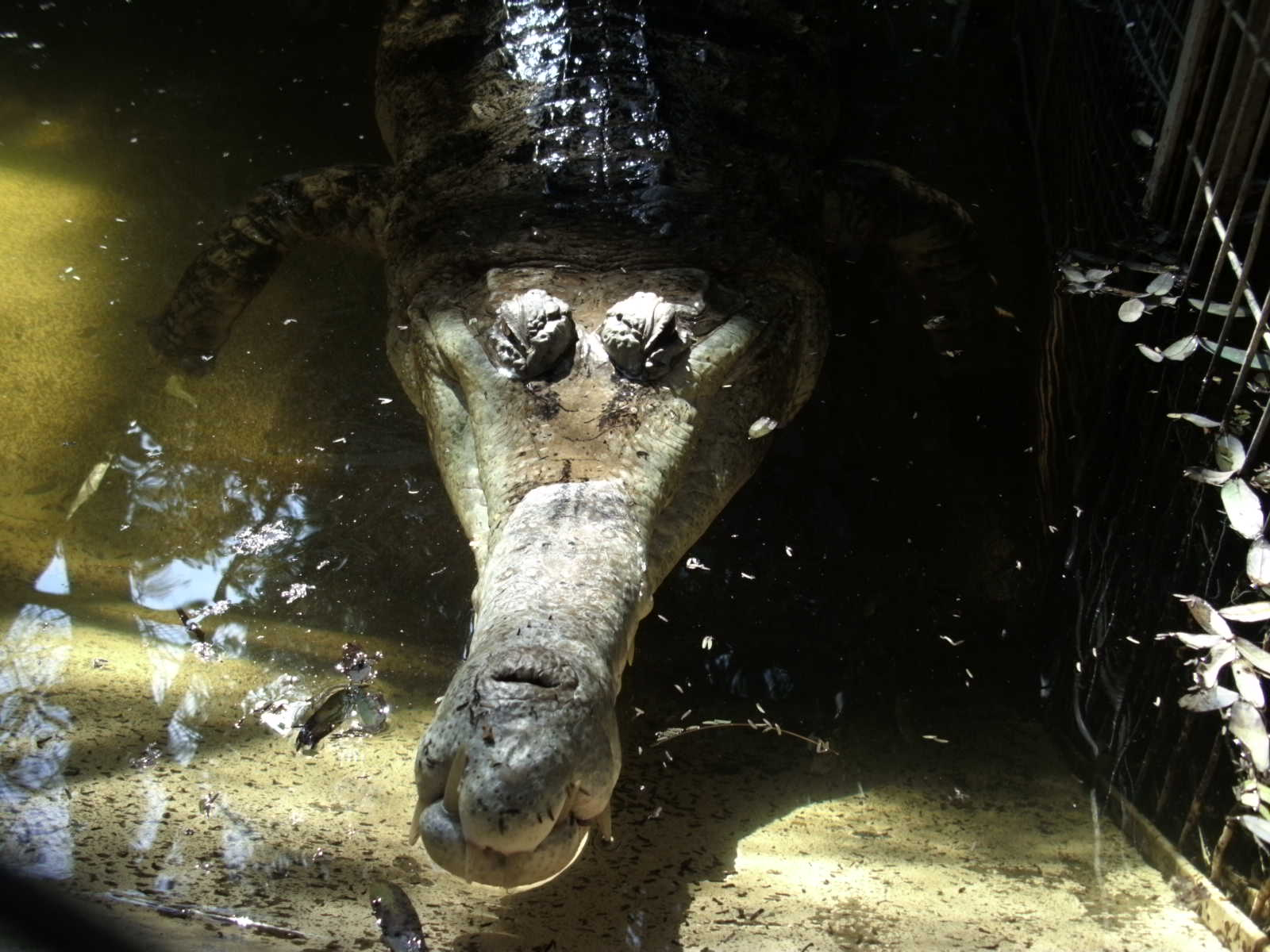
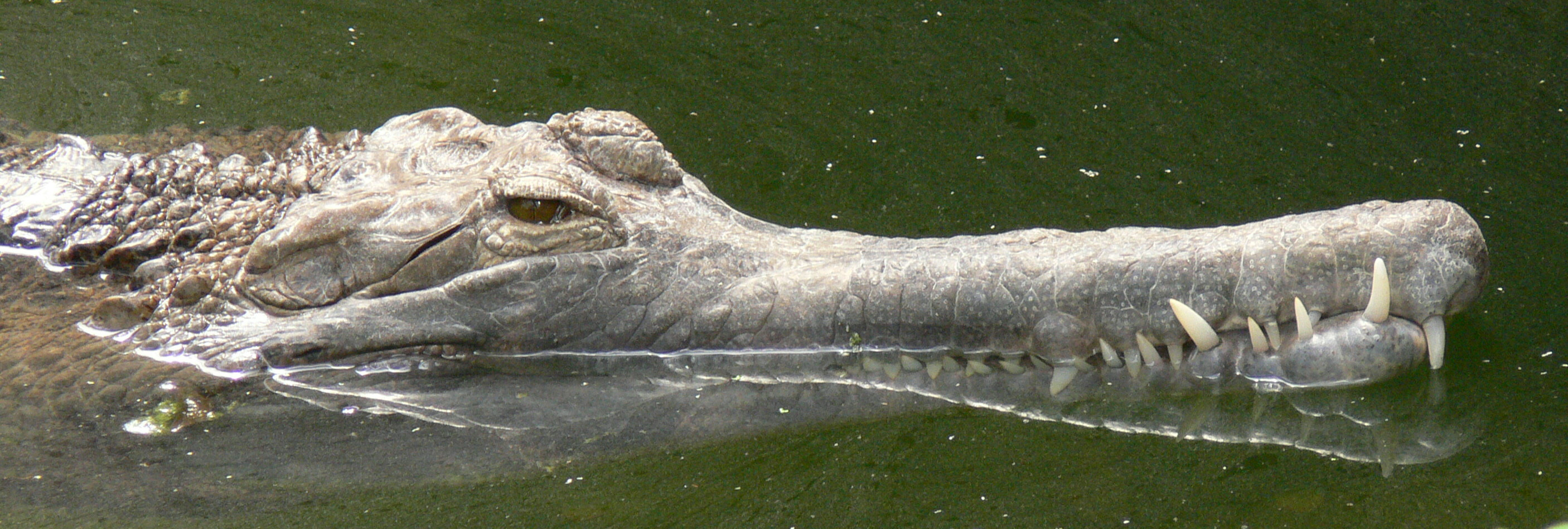

### Pubblicazioni
- Auliya, M., Record of Tomistoma schlegelii in West Kalimantan, in Crocodile Specialist Group Newsletter, vol. 19, n. 2, 2000,  pp. 8-9.
- Bonke, R. & Böhme, W., Fragen zur Feilandökologie des Sunda-Gavials, Tomistoma schlegelii (MÜLLER 1838) im Tanjung Puting-Nationalpark, Zentralkalimantan (Indonesien), in Elaphe, vol. 15, n. 2, 2007,  pp. 41-46.
- Boulenger, G.A., On the occurrence of Schlegel's gavial (Tomistoma schlegeli) in the Malay Peninsula, with remarks on the atlas and axis of the crocodilians, in Proc. Zool. Soc. London, vol. 1896, 1896,  pp. 628-633.
- Densmore, L.D. & Herbert C. Dessauer, Low levels of protein divergence detected between Gavialis and Tomistoma: evidence for crocodilian monophyly?, in Comp. Biochem. Physiol., 77B, n. 4, 1984,  pp. 715-720.
- Densmore, L.; Owen, R., Molecular Systematics of the Order Crocodilia (abstract), in Integrative and Comparative Biology, vol. 29, n. 3, 1989,  pp. 831-841. URL consultato il 10 novembre 2013.
- Gatesy, J.; Amato, G., Sequence similarity of 12S ribosomal segment of mitochondrial DNAs of gharial and false gharial, in Copeia, vol. 1992, 1992,  pp. 241-244.
- Gatesy, J., G. Amato, M. Norell, R. DeSalle, C. Hayashi, Combined Support for Wholesale Taxic Atavism in Gavialine Crocodylians, in Systematic Biology, vol. 52, 2003,  pp. 403-422.
- Harshman, J., C. Huddleston, J. Bollback, T. Parsons, M. Braun, True and False Gharials: A Nuclear Gene Phylogeny of Crocodylia, in Systematic Biology volume = 52, 2003,  pp. 386-402.
- Maskey, T. M., Captive Breeding Success, in Crocodile Specialist Group Newsletter, vol. 13, n. 3, 1994,  p. 7.
- Müller, S., Waarnemingen over de Indische Krokodillen en Beschrijving Van Enne Nieuwe Soort, in Tijdschrift voor Natuurlijke Geschiedenis en Physiologie, vol. 5, 1838,  pp. 61-87.
- Müller, S., Ueber den Charakter der Thierwelt auf den Inseln des indischen Archipels, ein Beitrag zur zoologischen Geographie, in Archiv für Naturgeschichte, vol. 12, 1846,  pp. 109-128.
- Piras, Paolo; Luciano Teresi; Angela D. Buscalioni and Jorge Cubo, The shadow of forgotten ancestors differently constrains the fate of Alligatoroidea and Crocodyloidea, in Global Ecology and Biogeography (Global Ecol. Biogeogr.), vol. 18, 2009,  pp. 30-40.
- Sommerlad, R., Krokodile – Reptiliengiganten in Gefahr, in Reptilia (Münster), vol. 16, n. 87, 2011,  pp. 16-22.
- Sommerlad, R., Ein besonderes Schutzprojekt, nicht nur für Krokodile: Danau Mesangat, in Reptilia (Münster), vol. 16, n. 87, 2011,  pp. 30-35.
- Sommerlad, R. & Baur, M., Der Sunda-Gavial, Tomistoma schlegelii (MÜLLER 1838) - kann dieses einzigartige Krokodil überleben?, in Draco, vol. 5, n. 20, 2004,  pp. 54-67.
- Stuebing, R., S. Sah, E. Lading, J. Jong, The status of Tomistoma schlegelii (Mueller) in Malaysia (PDF), in Crocodiles: Proceedings of the 17th Working Meeting of the IUCN-SSC Crocodile Specialist Group, vol. 1, 2004,  pp. 136-140. URL consultato il 10 novembre 2013 (archiviato dall'url originale il 10 novembre 2013).
- Stuebing, R.B.; Bezuijen, M.R.; Auliya, M. & Voris, H.K., The current and historic distribution of Tomistoma schlegelii (The False Gharial) (MÜLLER 1838) (Crocodylia, Reptilia) (PDF), in Raffles Bull. Zool., vol. 54, n. 1, 2006,  pp. 181-197. URL consultato il 10 novembre 2013 (archiviato dall'url originale il 10 novembre 2013).
- Willis, Ray E.; L. Rex McAliley, Erika D. Neeley and Llewellyn D. Densmore III, Evidence for placing the false gharial (Tomistoma schlegelii) into the family Gavialidae: Inferences from nuclear gene sequences, in Molecular Phylogenetics and Evolution, vol. 43, n. 3, 2007,  pp. 787-794.

### Testi
- Jenni Bruce, Karen McGhee, Luba Vangelova e Richard Vogt, L'Enciclopedia degli animali, Milano, Areagroup media, 2005.
- Anon, Field expedition to the Lalan River and its tributaries, South Sumatra, Indonesia, Assessment of the Distribution, Abundance, Status and Nesting Biology of the false gharial (Tomistoma schlegelii), Wildlife Management International Pty. Ltd. mimeo report, 1995,  p. 101.
- Auliya, M., Taxonomy, Life History, and conservation of giant reptiles in west Kalimantan, Münster, Natur und Tier Verlag, 2006,  p. 432.
- Baillie, J. and Groombridge, B. (eds), 1996 IUCN Red List of Threatened Animals, Gland, Switzerland and Cambridge, UK, IUCN, 1996.
- Bezuijen, M.R., Pandu Hartoyo, M. Elliot & B. Baker, Second report on the ecology of the False Gharial (Tomistoma schlegelii) in Sumatra, Wildlife Management International Pty. Ltd. mimeo report, 1997,  p. 128.
- Bezuijen, M.; Shwedick, B.; Sommerlad, R.; Stevenson, C.; Steubing, R., Tomistoma Tomistoma schlegelii. In S. Manolis, C. Stevenson (eds.). Crocodile: Status Survey and Conservation Action Plan, Darwin, Crocodile Specialist Group, 2010,  pp. 133-138.
- Brock, J., Krokodile. Ein Leben mit Panzerechsen, Münster, Natur und Tier Verlag, 1998,  p. 160.
- Chan-ard, T.; Grossmann, W.; Gumprecht, A. & Schulz, K. D., Amphibians and reptiles of peninsular Malaysia and Thailand - an illustrated checklist, Würselen, Gemany, Bushmaster Publications, 1999,  p. 240.
- Cox, J., & F. Gombek, A preliminary survey of the crocodile resource in Sarawak, East Malaysia, World Wildlife Fund Malaysia. IUCN/WWF Project No. MAL 74/85, 1985.
- Cox, Merel J.; Van Dijk, Peter Paul; Jarujin Nabhitabhata & Thirakhupt,Kumthorn, A Photographic Guide to Snakes and Other Reptiles of Peninsular Malaysia, Singapore and Thailand, Ralph Curtis Publishing, 1998,  p. 144.
- Groombridge, B., The IUCN Amphibia-Reptilia Red Data Book, Part 1: Testudines, Crocodylia, Rhynocehapalia, Gland, Switzerland, IUCN, 1982.
- Groombridge, B. (ed.), 1994 IUCN Red List of Threatened Animals, Gland, Switzerland and Cambridge, UK, IUCN, 1994.
- Hilton-Taylor, C., 2000 IUCN red list of threatened species, Gland, Switzerland and Cambridge, UK, IUCN, 2000.
- Hilton-Taylor, C., 2000 IUCN Red List of Threatened Species, Gland, Switzerland and Cambridge, UK, IUCN, 2000.
- Honegger, R.E. & R.H. Hunt, Breeding crocodiles in zoological gardens outside the species range, with some data on the general situations in European zoos In: Crocodiles. Proceedings of the 10th Working Meeting of the IUCN/SSC Crocodile Specialist Group, Gainesville, Florida, vol. 1, Gland, Switzerland, IUCN, 1989,  pp. 200-228.
- Messel, H., Jelden. D. & G. Hemley, Summary report of the Crocodile Specialist Group Review Committee on Crocodile Management in Indonesia. In: Crocodile Conservation Action. A Special Publication of the Crocodile Specialist Group of SSC, Gland, Switzerland, IUCN, 1992,  pp. 55-70.
- Messel, H., King, F.W., & J.P. Ross Eds, Crocodiles: An Action Plan for their Conservation, Gland, Switzerland, IUCN, 1992.
- Sebastian, A.C., The Tomistoma, Tomistoma schlegelii in Southeast Asia, a status review and priorities for conservation. In: Crocodiles. Proceedings of the 12th Working Meeting of the Crocodile Specialist Group, Vol 1, Gland, Switzerland and Cambridge, UK, IUCN - The World Conservation Union, 1994.
- Trutnau, L. & Sommerlad, R., Crocodilians. Their natural history and captive husbandry, Frankfurt, Edition Chimaira, 2006,  p. 646.
- Trutnau, L. & Sommerlad, R., Krokodile - Biologie und Haltung, Frankfurt, Edition Chimaira, 2006,  p. 646.
- Webb, G. J. W. & Jenkins, R. W. G., Management of crocodilians in Indonesia: a review with recommendations, Canberra, Australian National Parks and Wildlife Service, 1991,  p. 48.
- Wermuth, H. & Fuchs, K., Bestimmen von Krokodilen und ihrer Häute, Stuttgart - New York, Gustav Fischer Verlag, 1978,  p. 100.